# Tine Leiker-Kooijmans
Kommerijn Gerittine (Tine) Leiker-Kooijmans ('s-Gravenhage, 31 januari 1915 - Bilthoven, 24 juni 2008) was een Nederlands schrijfster en vertaalster.

## Biografie
Kooijmans werd geboren als dochter van Adriaan Kooijmans en Adriana Bakker. Ze trouwde in 1943 met NSB'er jhr. Johannes Anthony Boreel de Mauregnault (1916-1947), lid van de familie De Mauregnault en na diens overlijden in 1953 met de schrijver en journalist Sjoerd Leiker (1914-1988).
Vanaf 1959 publiceerde Kooijmans verschillende kinder- of gezinsboeken onder de naam Tine Leiker-Kooijmans. Vanaf 1970 beperkte zij zich vrijwel geheel tot vertalingen.
In 1992 stelde zij de Sjoerd Leikerprijs in voor auteurs ouder dan 50 jaar.